# Pallaseopsis maligna
Pallaseopsis maligna is een vlokreeftensoort uit de familie van de Pallaseidae. De wetenschappelijke naam van de soort is voor het eerst geldig gepubliceerd in 2001 door Tachteew.